# Кіченок Людмила Вікторівна
Людми́ла Ві́кторівна Кічено́к (20 липня 1992) — українська тенісистка, переможниця Відкритого чемпіонату США в парному розряді (2024) та Вімблдонського турніру у змішаному парному розряді (2023).
Людмила Кіченок має сестру-близнючку Надію, разом з якою зазвичай виступає в парному розряді. У січні 2015 року сестри виграли свій перший турнір WTA — Shenzhen Open. Свою другу перемогу сестри здобули на Brasil Tennis Cup 2016.

### Виступи на Олімпіадах
| Олімпіада            | Дисципліна            | Партнер       | Стадія      |
| 2016, Ріо-де-Жанейро | Жіночий парний турнір | Надія Кіченок | 1 коло      |
| 2020, Токіо          | Жіночий парний турнір | Надія Кіченок | Чвертьфінал |
| 2024, Париж          | Жіночий парний турнір | Надія Кіченок | Чвертьфінал |

## Перемоги
На тенісному турнірі в жовтні 2015-го у Китаї Людмила Кіченок (414-та позиція) переграла першу ракетку турніру італійку Флавію Пеннетту (8-а позиція у світі).
4 листопада 2018 року разом з Надією Кіченок виграла парний турнір WTA Elite Trophy в Чжухаї.  Наступного року вона зуміла відстояти титул, граючи цього разу з Андреєю Клепач із Словенії.
У червні 2021 року Людмилу було кваліфіковано для участі в Олімпійських іграх у складі національної команди України з тенісу. Разом із нею в команду було включено Даяну Ястремську, Надію Кіченок, Еліну Світоліну, Марту Костюк.

## Фінали турнірів Великого шолома

### Пари: 2 (1 перемога)
| Результат | Рік  | Турнір          | Поверхня | Партнер         | Супротивники                  | Рахунок  |
| --------- | ---- | --------------- | -------- | --------------- | ----------------------------- | -------- |
| Поразка   | 2024 | Australian Open | Тверде   | Олена Остапенко | Сє Шувей Елісе Мертенс        | 1–6, 5–7 |
| Перемога  | 2024 | US Open         | Тверде   | Олена Остапенко | Крістіна Младенович Чжан Шуай | 6–4, 6–3 |

### Мікст: 1
| Результат | Рік  | Турнір    | Поверхня | Партнер    | Супротивники           | Рахунок             |
| --------- | ---- | --------- | -------- | ---------- | ---------------------- | ------------------- |
| Перемога  | 2023 | Wimbledon | Трава    | Мате Павич | Йоран Фліген Сюй Їфань | 6–4, 6–7(9–11), 6–3 |

## Фінали турнірів WTA

### Парний розряд: 24 (11 титулів, 13 поразок)
| Легенда            |
| ------------------ |
| Grand Slam (1–1)   |
| Elite Trophy (2–0) |
| WTA 1000 (1–0)     |
| WTA 500 (2–7)      |
| WTA 250 (5–5)      |

| Фінали за покриттям |
| ------------------- |
| Тверде (8–10)       |
| Ґрунт (0–1)         |
| Трава (3–2)         |

| Результат | В-П   | Дата     | Турнір                                            | Категорія     | Покриття      | Партнер         | Опоненти                               | Рахунок               |
| --------- | ----- | -------- | ------------------------------------------------- | ------------- | ------------- | --------------- | -------------------------------------- | --------------------- |
| Поразка   | 0–1   | Вер 2011 | Tashkent Open, Узбекистан                         | International | Тверде        | Надія Кіченок   | Елені Даніліду Віталія Дяченко         | 4–6, 3–6              |
| Поразка   | 0–2   | Січ 2014 | WTA Shenzhen Open, КНР                            | International | Тверде        | Надія Кіченок   | Моніка Нікулеску Клара Коукалова       | 3–6, 4–6              |
| Перемога  | 1–2   | Січ 2015 | Shenzhen Open, КНР                                | International | Тверде        | Надія Кіченок   | Лян Чень Ван Яфань                     | 6–4, 7–6(8–6)         |
| Перемога  | 2–2   | Сер 2016 | Brasil Tennis Cup, Бразилія                       | International | Тверде        | Надія Кіченок   | Тімеа Бабош Яні Река Луца              | 6–3, 6–1              |
| Поразка   | 2–3   | Січ 2018 | Hobart International, Австралія                   | International | Тверде        | Макото Ніномія  | Елісе Мертенс Демі Схюрс               | 2–6, 2–6              |
| Поразка   | 2–4   | Лип 2018 | Silicon Valley Classic, США                       | Premier       | Тверде        | Надія Кіченок   | Латіша Чжань Квета Пешке               | 4–6, 1–6              |
| Перемога  | 3–4   | Лис 2018 | WTA Elite Trophy, КНР                             | Elite         | Тверде        | Надія Кіченок   | Сюко Аояма Лідія Морозова              | 6–4, 3–6, [10–7]      |
| Перемога  | 4–4   | Жов 2019 | WTA Elite Trophy, КНР (2)                         | Elite         | Тверде        | Андрея Клепач   | Дуань Їн'їн Ян Чжаосюань               | 6–3, 6–3              |
| Перемога  | 5–4   | Чер 2021 | Nottingham Open, UK                               | WTA 250       | Трава         | Ніномія Макото  | Керолайн Долегайд Сторм Гантер         | 6–4, 6–7(3–7), [10–8] |
| Поразка   | 5–5   | Сер 2021 | Chicago Open, США                                 | WTA 250       | Тверде        | Ніномія Макото  | Надія Кіченок Ралука Олару             | 6–7(6–8), 7–5, [8–10] |
| Поразка   | 5–6   | Жов 2021 | Tenerife Open, Іспанія                            | WTA 250       | Тверде        | Марта Костюк    | Ульрікке Ейкері Еллен Перес            | 3–6, 3–6              |
| Поразка   | 5–7   | Лют 2022 | Dubai Tennis Championships, UAE                   | WTA 500       | Тверде        | Олена Остапенко | Вероніка Кудерметова Елісе Мертенс     | 1–6, 3–6              |
| Перемога  | 6–7   | Чер 2022 | Birmingham Classic, UK                            | WTA 250       | Трава         | Олена Остапенко | Елісе Мертенс Чжан Шуай                | w/o                   |
| Поразка   | 6–8   | Чер 2022 | Eastbourne International, UK                      | WTA 500       | Трава         | Олена Остапенко | Александра Крунич Магда Лінетт         | w/o                   |
| Перемога  | 7–8   | Сер 2022 | Мастерс Цинциннаті, US                            | WTA 1000      | Тверде        | Олена Остапенко | Ніколь Меліхар Еллен Перес             | 7–6(7–5), 6–3         |
| Перемога  | 8–8   | Жов 2022 | Tallinn Open, Естонія                             | WTA 250       | Тверде (i)    | Надія Кіченок   | Ніколь Меліхар-Martinez Лаура Зігемунд | 7–5, 4–6, [10–7]      |
| Поразка   | 8–9   | Лют 2023 | Qatar Ladies Open, Катар                          | WTA 500       | Тверде        | Олена Остапенко | Коко Гофф Джессіка Пегула              | 4–6, 6–2, [7–10]      |
| Перемога  | 9–9   | Січ 2024 | Brisbane International, Австралія                 | WTA 500       | Тверде        | Олена Остапенко | Грет Міннен Гезер Вотсон               | 7–5, 6–2              |
| Поразка   | 9–10  | Січ 2024 | Відкритий чемпіонат Австралії з тенісу, Австралія | Grand Slam    | Тверде        | Олена Остапенко | Сє Шувей Елісе Мертенс                 | 1–6, 5–7              |
| Поразка   | 9–11  | Кві 2024 | Charleston Open, US                               | WTA 500       | Ґрунт (green) | Надія Кіченок   | Ешлін Крюгер Слоун Стівенс             | 6–1, 3–6, [7–10]      |
| Перемога  | 10–11 | Чер 2024 | Eastbourne International, UK                      | WTA 500       | Трава         | Олена Остапенко | Габріела Дабровскі Ерін Рутліфф        | 5–7, 7–6(7–2), [10–8] |
| Перемога  | 11–11 | Вер 2024 | Відкритий чемпіонат США з тенісу, США             | Grand Slam    | Тверде        | Олена Остапенко | Крістіна Младенович Zhang Shuai        | 6–4, 6–3              |
| Поразка   | 11–12 | Лют 2025 | Linz Open, Австрія                                | WTA 500       | Тверде        | Надія Кіченок   | Тімеа Бабош Луїза Стефані              | 6–3, 5–7, [4–10]      |